# شبتای شاویت
شبتای شاویت (عبری: שבתי שביט‎؛ زادهٔ ۱۷ ژوئیه ۱۹۳۹) افسر (ارتش)، سیاست‌مدار، و مدیر عامل اجرایی اهل اسرائیل است. وی بین سالهای ۱۹۸۹ تا ۱۹۹۶ به مدت ۷ سال ریاست سازمان اطلاعات و وظایف ویژه (موساد) را برعهده داشت.

## برنامه هسته ای ایران
شبتای شاویت در تیر ماه ۹۹ در گفتگویی با جروزالم پست گفت : برنامه هسته‌ای ایران را به جز خود ایرانی کسی نمی تواند متوقف کند و اسرائیلی ها توان اینکار را ندارند.